# See- und Luftschlacht im Golf von Leyte
Luzon

Mindoro – Lingayen  – Bataan – Manila – Corregidor
Visayas

Leyte – TE/WA – Panay – Simara – Negros – Cebu City
Mindanao

Bukidnon – Maguindanao/Cotabato – Davao
Operationen zur See

Convoy Hi-71 – Shin'yō Maru Vorfall – Formosa  – Golf von Leyte – Bucht von Ormoc – Convoy Hi-81 – Südchinesisches Meer – Taipeh  – Schlacht am 24. Juli 1945
Die See- und Luftschlacht im Golf von Leyte (auch als Schlacht am Leyte-Golf, Schlacht von Leyte, oder Zweite Schlacht in der Philippinensee bezeichnet) fand vom 23. bis 26. Oktober 1944 während des Pazifikkriegs im Zweiten Weltkrieg in den Gewässern der Philippinen statt. Die Kaiserlich Japanische Marine versuchte durch einen massiven Angriff mit der 1. Mobilen Flotte aus dem Norden und zwei weiteren Flotten aus dem Süden auf die US-geführten, alliierten Flotten, die ab dem 17. Oktober eingeleitete Landungsoperation von Truppen auf den Philippinen abzuwehren. Unter dem Oberbegriff „Schlacht im Golf von Leyte“ wurden vier örtlich unabhängige, aber strategisch zusammenhängende Gefechte geführt. Der Golf von Leyte ist ein buchtähnliches Seegebiet zwischen den Inseln Leyte und Samar, auf denen alliierte Transportschiffe Truppen absetzten. An der Schlacht nahmen 173 US-amerikanische und 63 japanische Kriegsschiffe teil, wobei Transporter und kleinere Schiffe als Zerstörer nicht eingerechnet sind. Die Schlacht markierte den letzten ernsthaften Versuch Japans, den alliierten Vormarsch im Pazifik noch aufzuhalten.

## Vorgeschichte

### Japan
Die japanische Marineführung rechnete im Herbst 1944 fest mit weiteren großangelegten Landungsoperationen der Alliierten, nachdem diese im Sommer die Inselgruppe der Marianen erobert hatten. Die militärische Initiative hatten die Japaner bereits 1942 in der verlustreichen Schlacht von Midway verloren. Für jedes der in Frage kommenden nächsten Ziele – Philippinen, Formosa (das heutige Taiwan), die Ryūkyū-Inseln oder das japanische Mutterland selbst – wurde ein eigener Verteidigungsplan mit der Bezeichnung Shō-Gō ausgearbeitet. Er war in vier Einzelpläne unterteilt, von denen die Shō-Operation Nr. 1 eine große Marineoperation in den Gewässern der Philippinen umfasste. Diese wurde auf einer Konferenz im Imperialen Großen Hauptquartier (IGHQ) in Tokio am 24. Juli 1944 beschlossen.
Nach längeren Debatten und dem Abwiegen eines Für und Wider entschied sich die Marineabteilung des IGHQ dafür, die gesamte verbleibende Stärke der Flotte in kühnen Offensivaktionen bei den Philippinen aufs Spiel zu setzen. Bodentruppen der 14. Regionalarmee unter dem Befehl von General Yamashita Tomoyuki und der 35. Armee unter dem Befehl von Generalleutnant Suzuki Sōsaku, unterstützt von landgestützten Kampfflugzeugen, sollten einen konzertierten Angriff starten, der darauf abzielte, die feindliche Flotte von Invasionstransportern an den Landungspunkten abzufangen und zu zerstören. Ein Täuschungsmanöver sollte den Angriff erleichtern und die feindlichen Seestreitkräfte, die die Landungsoperationen deckten, ablenken, oder sogar von der Küste weglocken.

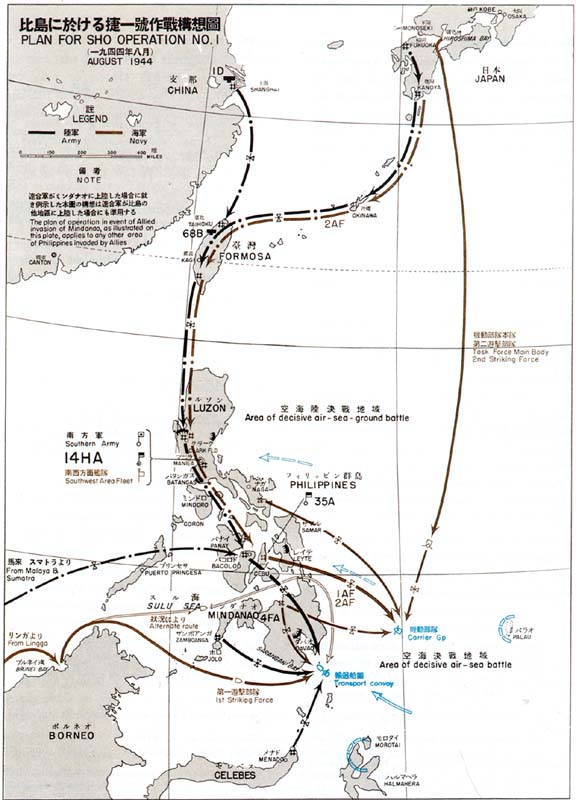
Der japanische Plan für die Operation Shō 1

Feldmarschall Terauchi Hisaichi, der die gesamte südliche Nachschubregion von Saigon aus kommandierte, befahl General Yamashita, sich auf die Verteidigung von Luzon, der Hauptinsel der philippinischen Gruppe, zu konzentrieren.

### Vereinigte Staaten und Alliierte
Im September 1943 hatte das IGHQ einen „absoluten“ Verteidigungsbereich festgelegt, der mittlerweile von den Alliierten an zwei strategisch entscheidenden Punkten durchbrochen worden war. Die Streitkräfte von General MacArthur hatten Im Süden innerhalb von sechs Monaten nach ihrem Durchbruch über die Vitiaz- und Dampier-Straße die alliierte Offensive mehr als 1.600 Kilometer entlang der Nordküste Neuguineas vorgebracht und dabei eine große Zahl japanischer Truppen entlang der Vormarschachse umgangen und isoliert.
Die Eroberung von Hollandia verschaffte jetzt den Alliierten ein wichtiges Aufmarschgebiet für weitere Offensivbewegungen, und landgestützte Luftstreitkräfte mit vorgeschobenen Stützpunkten auf Biak und Noemfoor waren in der Lage, die Herrschaft über die Molukken, Palau und die Seezugänge in die südlichen Philippinen auszudehnen.
Der nördliche Zweig der alliierten Offensive hatte im Zentralpazifik die japanische Marinebasis Truk umgangen, um an einem zweiten wichtigen Punkt in den Marianen in die geplante Verteidigungslinie einzudringen, die nur 2.400 Kilometer von den japanischen Heimatinseln selbst entfernt lag.
Die Einnahme der Insel Saipan brachte nicht nur die Vulkan- und Bonin-Inseln in die Reichweite taktischer Bomberflugzeuge der Alliierten, sondern bedrohte auch Japan selbst mit verstärkten Angriffen der neuen B-29, die bereits von Westchina aus operierten.
Noch schwerwiegender erwies sich aber, dass die verheerenden Verluste, die die japanische Marine in der Seeschlacht in der Philippinensee am 19. und 20. Juni 1944 erlitten hatte, insbesondere an Luftstärke, den Alliierten nun die unbestrittene Flotten- und Luftüberlegenheit im Westpazifik verschafft hatte.
Für die US-Oberbefehlshaber war eine Landung auf den Philippinen allerdings noch nicht ausgemacht. Ursprünglich wurde daran gedacht, schrittweise vorzugehen. Es war vorgesehen, nach der Eroberung diverser kleinerer Inseln erst am 20. Dezember auf den Philippinen zu landen. Daneben kam die Idee auf, nur auf der Philippineninsel Mindanao Flugplätze einzurichten, während der Hauptschlag gegen Formosa und das chinesische Festland zu führen sei. Gegen diesen Plan protestierte der Oberbefehlshaber der südwestpazifischen Streitkräfte General MacArthur erfolgreich bei Präsident Roosevelt: Man dürfe die amerikafreundliche philippinische Bevölkerung, der MacArthur zu Beginn 1942 versprochen hatte, als Befreier zurückzukehren, nicht im Stich lassen. Nachdem Mitte September trägergestützte Luftangriffe auf die Philippinen auf wenig Gegenwehr gestoßen waren, wurde nicht nur MacArthurs Forderung angenommen, sondern auch der Zeitpunkt der Landung auf den 20. Oktober vorverlegt.

### Die Heranführung der Kräfte

#### Die alliierten und japanischen Streitkräfte
Die Alliierten führten zwei mit hauptsächlich US-amerikanischen Kräften bestückte Flotten heran. Die 7. Flotte unter dem Oberkommando des Southwest Pacific Area von General Douglas MacArthur war zur Landung auf Leyte und zur Verteidigung der Gewässer im direkten Landungsgebiet vorgesehen. Die Deckung weiter draußen in der Philippinensee übernahm die 3. Flotte unter dem Oberkommando der Pacific Ocean Areas von Admiral Chester W. Nimitz.
Zur Ablenkung von den bevorstehenden Landungsoperationen auf Leyte startete die britische Eastern Fleet die Operation Millet. Dazu lief am 15. Oktober die Task Force 63 in drei Gruppen unter dem Befehl von Vizeadmiral Arthur Power von Trincomalee auf Ceylon aus. Die Schiffe unternahmen vom 17. bis zum 19. Oktober Luftangriffe auf die von Japan besetzten Inseln der Nikobaren.

#### Vorbereitende Operationen der Alliierten
Noch während die Japaner sich beeilten, ihre Vorbereitungen gegen die erwartete Invasion der Alliierten auf den Philippinen abzuschließen griffen am 9. September 1944 in einer groß angelegten zehnstündigen Luftoperation 400 Trägerflugzeuge der Alliierten Süd-Mindanao an. Sie konzentrierten ihre Angriffe auf Davao, Sarangani, Cagayan und Digos. Die japanischen Luftpatrouillen hatten die anfliegenden Flugzeuge nicht entdeckt und so kamen die Angriffe völlig überraschend. Es wurden weitreichende und schwere Schäden an Bodenanlagen, Flugplätzen, Ankerplätzen und Nachschublinien angerichtet. Die Stadt und der Hafen von Davao lagen in Trümmern und die Kommunikation war weitestgehend lahmgelegt. Panik und Unruhen brachen aus. Sofort wurden die japanischen Boden- und Marineeinheiten im Davao-Gebiet in Alarmbereitschaft versetzt, um auf die mögliche Gefahr eines Invasionsversuchs nach den Luftangriffen reagieren zu können. Inmitten der verursachten Verwirrung sandte ein Aussichtspunkt am Golf von Davao gegen 09:30 Uhr plötzlich eine Meldung, dass sich alliierte Landungsboote der Küste näherten. Erst am Nachmittag wurde durch Luftaufklärung über dem Golf festgestellt, dass tatsächlich keine Schiffe anwesend waren. Nachdem die Erste Luftflotte den früheren Invasionsbericht zurückgezogen hatte, stornierten am späten 10. September die Kombinierte Flotte und die 35. Armee die Alarme Shō 1 und Suzu 1.

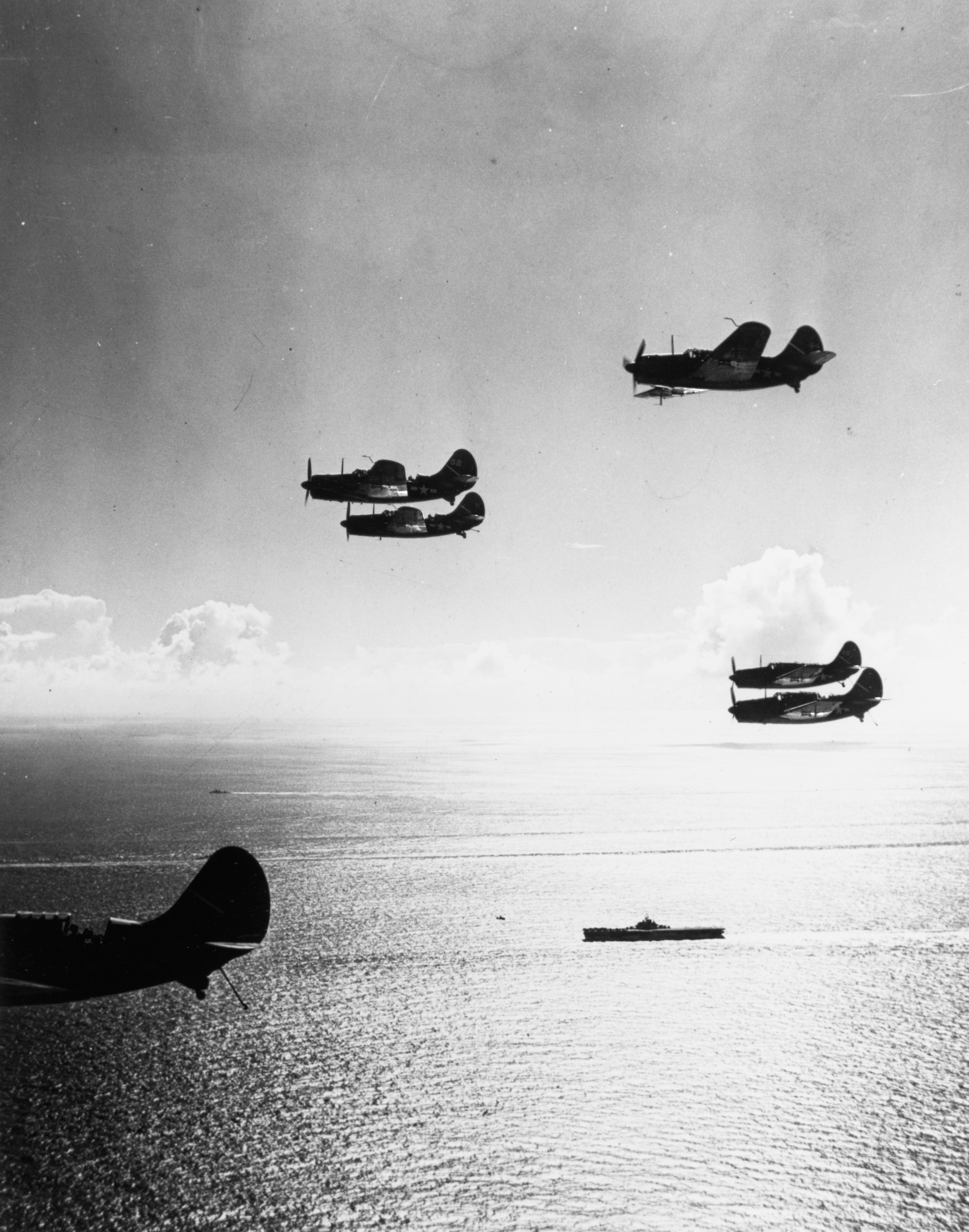
Eine Staffel Curtiss SB2C-1 Helldiver

Weniger als 48 Stunden nach Beendigung der Angriffe auf Mindanao flogen weitere Trägerflugzeuge der Alliierten Angriffe auf die zentralen Philippinen. Am Morgen des 12. September meldete eine Radarstation der japanischen Marine auf der Insel Suluan im Golf von Leyte eine riesige Formation alliierter Trägerflugzeuge nach Westen in Richtung der Visayas. Um 09:20 Uhr griffen die Flugzeuge die Flugplätze von Cebu an, wo die Hauptstreitmacht der Ersten Luftflotte nach ihrer Verlegung aus Davao stationiert war. Obwohl sich die Angriffe über das gesamte Visayas-Gebiet erstreckten und später auch Tawi-Tawi im Sulu-Archipel erfassten, waren die Cebu-Flugfelder das Hauptziel der Angriffe. Allein auf Cebu verloren die Japaner 50 Zero-Jäger und 30 weitere Flugzeuge aller Art. Das Bodenpersonal erlitt zahlreiche Verluste und die Ausbildung musste unterbrochen werden. Auch die Lufteinheiten der Armee erlitten schwere Schäden. Die 13. Luftbrigade wurde so schwer getroffen, dass sie zur Neugruppierung nach Japan zurückbeordert werden musste, während das 45. Jagdbomberregiment um die Hälfte reduziert wurde. Darüber hinaus wurden elf Transporter und dreizehn Schiffe der japanischen Marine im Hafen von Cebu versenkt.
Am 21. September flogen Trägerflugzeuge in vier Wellen mit insgesamt weit über 400 Flugzeugen Angriffe auf die Flugplätze rund um Manila, darunter Clark Field und Nichols Field. Auch der Hafen von Cavite wurde bombardiert. Bei den Angriffen auf den Hafen und die Schifffahrt entlang der Westküste wurden 22 Schiffe versenkt oder schwer beschädigt, während die Angriffe auf die Flugplätze den am Boden stehenden Flugzeugen erheblichen Schaden zufügten. 42 Zero-Jäger konnten noch abheben, um die alliierten Formationen anzugreifen, aber 20 von ihnen gingen verloren.
Zwei Tage nach dem Ende des Luftangriffs auf Manila war Cebu zum zweiten Mal Ziel von Luftangriffen. Auch Legaspi und die Coron-Bucht wurden getroffen.
Die Eroberung diverser kleinerer Inseln im Seegebiet um die Philippinen und Neuguinea, wie Peleliu, Morotai und Ulithi im Verlauf des September, bildete den weiteren Rahmen für den US-amerikanischen Aufmarsch. MacArthur wurden zusätzliche Einheiten der zentralpazifischen Kräfte von Admiral Chester W. Nimitz unterstellt. Den Befehl über die 3. Flotte mit den Flugzeugträgergruppen führte Admiral William F. Halsey. Nachdem ein Taifun die amerikanischen Schiffe am 3. Oktober bei Ulithi getroffen hatte sammelte sich die Flotte von Admiral Halsey am 6. Oktober wieder und bereitete sich auf ein Ablenkungsmanöver für die Landung MacArthurs auf Leyte vor.
Weitere neutralisierende Luftangriffe der Task Force 38 auf japanische Flugplätze sowie Angriffe gegen Flugzeuge, Überwasserfahrzeuge und militärische Einrichtungen begannen im Morgengrauen des 10. Oktober auf Okinawa. Die Task Force überraschte die Japaner völlig. Es gab keinen ernsthaften Widerstand und im Morgengrauen des 12. Oktober wurde mit dem Angriff auf Formosa begonnen. Nach den Luftangriffen auf Formosa zwischen dem 12. und 16. Oktober, die ebenfalls dazu gedacht waren die japanische Luftverteidigung zu dezimieren, was auch gelang, vermeldeten überlebende japanische Flieger einen erstaunlichen Sieg nach Tokio. Tokio behauptete danach zum wiederholten Mal, dass die Seestärke der Vereinigten Staaten kümmerlich geworden sei.

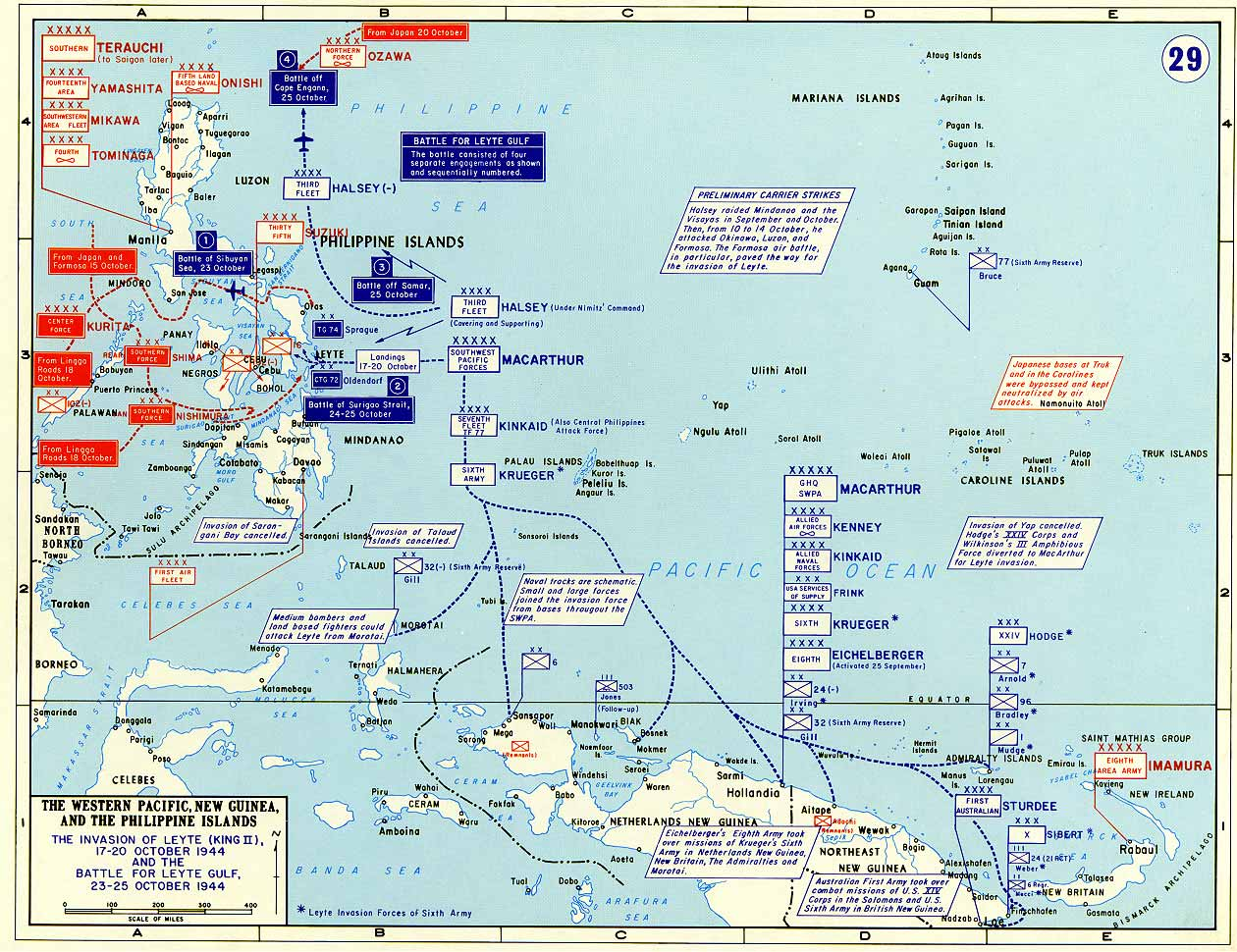
Die Heranführung der alliierten Streitkräfte aus dem Südosten zu den Philippinen

In den Wochen vor der Landung dezimierte die 3. Flotte ebenfalls systematisch die japanischen Luftstreitkräfte im Bereich der Philippinen und zerstörte dabei insgesamt 1.200 Flugzeuge. Die japanischen Gegenangriffe konnten nur zwei US-Kreuzer beschädigen. Die japanische Führung meldete jedoch die Versenkung von elf Flugzeugträgern, zwei Schlachtschiffen und drei Kreuzern – eine fatale Übertreibung, die dazu führte, dass weitere japanische Kampfflugzeuge in das Gebiet entsandt wurden, um die „Reste“ der alliierten Flotte zu vernichten. Diese Fehleinschätzung führte dazu, dass die japanischen Verstärkungen ebenfalls vernichtet wurden.

#### Der japanische Plan
Die japanischen Seestreitkräfte waren aufgrund von Versorgungsengpässen beim Öl, die durch den alliierten U-Boot-Einsatz hervorgerufen wurden, zwischen dem Mutterland und Indonesien verteilt.
Nach den Kämpfen über Formosa und den gemeldeten Erfolgen hatte sich in Japan eine große Euphorie verbreitet, jedoch hatten die Luftstreitkräfte 312 Flugzeuge aller Art verloren. Die 2. Luftflotte, die die Hauptstärke der Basisluftstreitkräfte der japanischen Marine darstellte, hatte 50 Prozent ihrer Stärke verloren und war auf 230 einsatzfähige Flugzeuge reduziert worden. Die 1. und 4. Luftflotte auf den Philippinen blieben mit einer gemeinsamen Einsatzflotte in der Stärke von nur etwas mehr als 100 Flugzeugen zurück. Von 143 Trägerflugzeugen, die zur Verstärkung der 2. Luftflotte eingesetzt wurden, war etwa ein Drittel mit ihrer Besatzung verloren gegangen. Dieser Verlust an Trägerflugzeugen und Piloten führte zu einer weiteren Verzögerung bei der Wiederbesetzung der 3. und 4. Trägerdivision, die Admiral Toyoda nach Süden schicken wollte, um sich der 1. Mobilen Flotte anzuschließen und sie so mit dringend benötigter Luftunterstützung zu versorgen.
Die japanische Führung hoffte, dass der den amerikanischen Flugzeugträgern zugefügte Schaden den Invasionsplan lange genug verzögern würde, um die Flugzeugverluste wieder auszugleichen und die Kriegsschiffe neu zu stationieren.

### Beginn der Landungsoperation
Im Morgengrauen des 17. Oktober entdeckte die japanische Radarstation und Aussichtspunkt auf der Insel Suluan am Eingang zum Golf von Leyte die Anwesenheit einer feindlichen Einsatzgruppe an der Küste. Um 7:19 Uhr wurde eine dringende Warnung an alle Hauptquartiere der Marine gesendet, in der die Annäherung eines feindlichen Schlachtschiffs mit sechs Zerstörern gemeldet wurde. Eine Stunde später folgte ein zweiter kurzer Bericht mit den Worten: „Feindliche Elemente haben mit der Landung begonnen.“ Dann verstummte die Suluan-Radiostation.
Admiral Toyoda Soemu, Oberbefehlshaber der Vereinigten Flotte, befand sich noch in Shinchiku auf Formosa, als diese Berichte eintrafen. Da er die Landung umgehend als Vorbereitung für eine Invasion interpretierte, erließ er um 8:09 Uhr einen Befehl, der für die gesamte kombinierte Flotte den Verteidigungsplan Shō-gō 1 auslöste. Um 9:28 Uhr folgte ein Befehl, der Vizeadmiral Kurita anwies, sofort von seinem Ankerplatz auf Lingga zur Brunei-Bucht in Nord-Borneo auszulaufen, um einen Ausfall gegen die feindliche Invasionsflotte vorzubereiten.
Durch die Zerstreuung der Kräfte bedingt sollten die japanischen Schiffe in vier Gruppen getrennt zum Golf von Leyte laufen und gegen die Landungsflotte vorgehen:
- Die erschöpfte 1. Mobile Flotte unter dem Kommando von Vizeadmiral Ozawa Jisaburō, deren Flugzeugträger praktisch keine Flugzeuge mehr hatten, lag in der Seto-Inlandsee und sollte sich als Köder dem Kampfgebiet von Norden her nähern und die amerikanischen Flugzeugträger der Task Force 38 auf sich ziehen. Eine Vernichtung der als Köder eingesetzten eigenen Träger wurde dabei in Kauf genommen.[11]
- Gleichzeitig waren die zwei Schlachtschiffgruppen unter Vizeadmiral Kurita, die in Singapur und Brunei trainiert hatten, getrennt nach Norden unterwegs und versuchten, die Landungsstrände von Leyte über die nördliche San-Bernardino-Straße und die südliche Straße von Surigao zu erreichen. So sollten vor allem die den Japanern noch zur Verfügung stehenden Schlachtschiffe den Kampf entscheiden.[11]

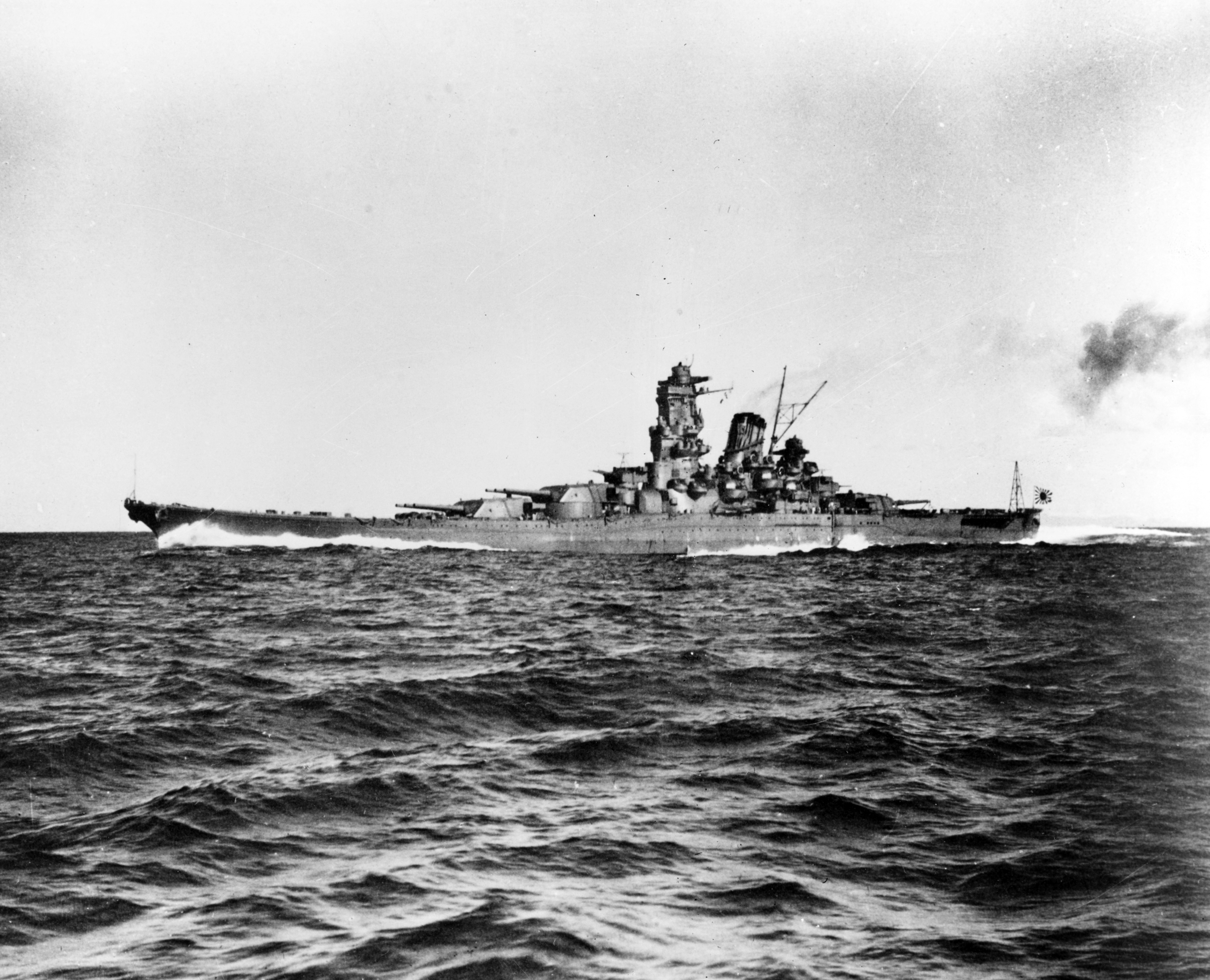
Japanisches 65.000-ts-Schlachtschiff Yamato

Am 18. Oktober begann ein alliierter Verband von sechs älteren Schlachtschiffen und fünf Kreuzern, die Task Group 77.2 unter Admiral Jesse B. Oldendorf, die Küste zu bombardieren. Am 20. begann die Landung der alliierten Truppen, und am selben Tag liefen das Gros der japanischen Schlachtflotte unter Vizeadmiral Kurita von Singapur und die Flugzeugträgergruppe unter Admiral Jisaburō Ozawa aus der japanischen Binnensee aus. Am 22. lief die Schlachtflotte nach einem Zwischenstopp in Brunei, nun aufgeteilt in zwei Kampfgruppen unter Kurita und Vizeadmiral Shōji Nishimura, in Richtung des Golfs von Leyte. Dem Verband Kuritas gehörten fünf Schlachtschiffe, darunter die Yamato und Musashi, die größten jemals gebauten Schlachtschiffe, zehn Schwere und zwei Leichte Kreuzer mit 15 Zerstörern an. Nishimura befehligte zwei Schlachtschiffe, einen Schweren Kreuzer und vier Zerstörer. Die Verbände sollten nördlich (Kurita) und südlich (Nishimura) der Insel Samar laufen und die Invasionsflotte „in die Zange nehmen“. Hinter Nishimura folgte ein kleinerer Verband mit drei Kreuzern und vier Zerstörern unter Vizeadmiral Kiyohide Shima.
Am Tag nach Beginn der Landung waren bei geringem Widerstand der japanischen Armee bereits 132.000 Mann mit 200.000 Tonnen Nachschub gelandet. Die östlich von Samar liegenden Transporter wurden im Wesentlichen durch die Schlachtschiffe der TG.77.2 und die 18 Geleitflugzeugträger der TG.77.4 gedeckt, während die amerikanische Hauptstreitmacht, die TF.38, östlich von Luzon kreuzte.

### U-Boot-Angriff in der Palawan-Passage
Gegen Mitternacht vom 22. auf den 23. Oktober passierten Kuritas Schiffe der Zentralflotte die Insel Palawan auf deren Westseite.
Nahe der Palawan-Passage, die eine natürliche Wasserstraße im südöstlichen Südchinesischen Meer westlich der Insel Palawan bildet, waren die beiden amerikanischen U-Boote Darter und Dace positioniert. Die Darter ortete mit ihrem Radar die anlaufende japanische Formation in einer Entfernung von 30 Kilometern und stellte Sichtkontakt her. Unmittelbar darauf nahmen beide U-Boote Fahrt auf um die Schiffe zu verfolgen. Als die Darter den ersten von drei Kontaktberichten absetzte, wurde mindestens einer von einem Funker auf der Yamato abgehört. Admiral Kurita versäumte es jedoch, entsprechende Vorsichtsmaßnahmen zur U-Boot-Abwehr zu treffen.
Nach einer längeren Verfolgung konnten beide U-Boote vor die japanische Formation gelangen und starteten bei Tagesanbruch einen Unterwasserangriff. Die Darter feuerte sechs Mark-14-Torpedos ab, von denen mindestens vier Kuritas Flaggschiff, den Schweren Kreuzer Atago, gegen 6:33 Uhr steuerbords trafen. Zwei weitere Treffer gelangen auf deren Schwesterschiff Takao. Kurz darauf trafen vier Torpedos der Dace den Schweren Kreuzer Maya. Die Atago stoppte und lag 8° schräg im Wasser. Doch durch die schnelle Überflutung der getroffenen Räume unter Deck lag sie schnell bis auf 54° schräg und begann zu sinken. Die Zerstörer Kishinami und Asashimo nahmen bis zu 700 Matrosen des Schiffes, sowie Admiral Kurita mit seinem Stab, an Bord. Knapp eine halbe Stunde nach der Torpedierung sank die Atago. 300 Matrosen versanken zusammen mit Kapitän Araki Tsutau im Meer.
Nach den heftigen Torpedotreffern auf der Maya war der Wassereinbruch so stark, dass sie schnell eine Schlagseite von 30° bekam. Feuer breitete sich aus und brachte das Munitionsdepot zur Explosion. Der Zerstörer Akishimo konnte 769 Männer der Maya an Bord nehmen, bevor diese in den Fluten versank.
Der Kreuzer Takao konnte trotz 10° Schlagseite nach den Torpedotreffern wieder stabilisiert werden. Er war aber so schwer beschädigt, dass er, begleitet von zwei Zerstörern, nach Brunei zurückkehren musste. Bei dem Versuch, die Takao zu überholen und endgültig zu versenken, lief die Darter auf ein Riff und musste aufgegeben werden; die Besatzung konnte von der Dace gerettet werden.

Admiral Kurita wurde anschließend auf das Schlachtschiff Yamato gebracht.

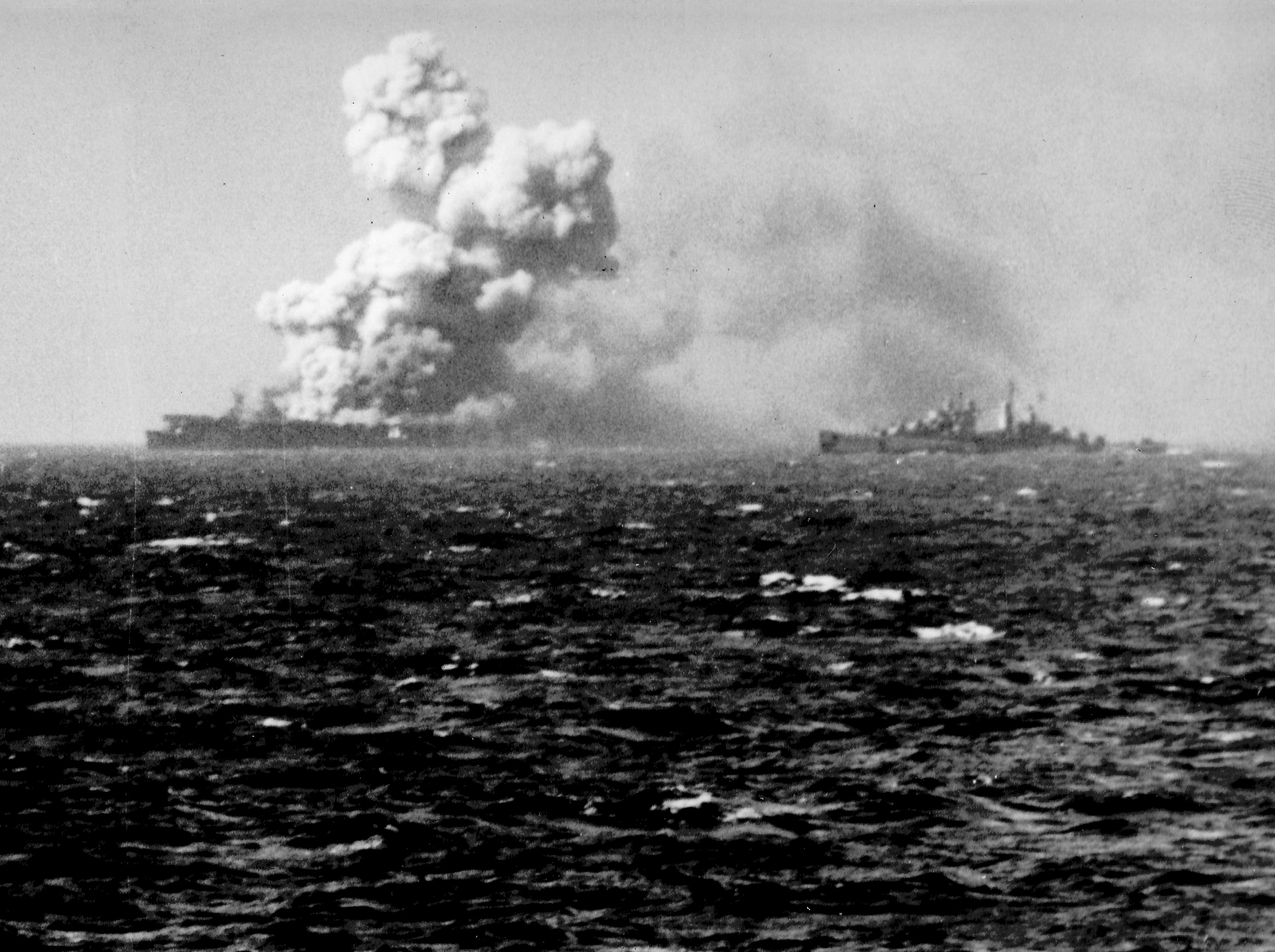
Die explodierende Princeton und der Leichte Kreuzer Reno

### Verlust derPrinceton

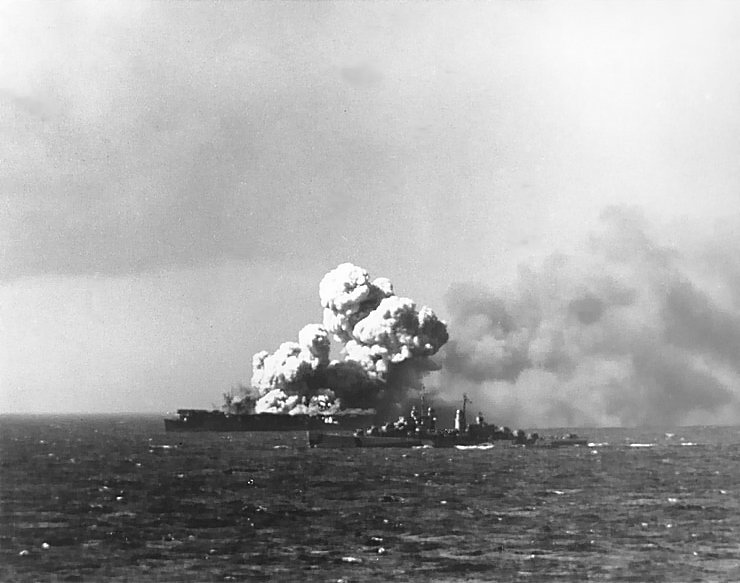
Der leichte Träger Princeton mit dem Hilfe leistenden Kreuzer Reno. Die Explosion des Trägers tötete auch 85 Mann der Besatzung des Kreuzers Birmingham, der zur Feuerbekämpfung längsseits gekommen war.

Aufgrund der Kontaktmeldungen der beiden U-Boote wurden die Flugzeugträger der TF 38 östlich von Luzon und Samar in Stellung gebracht. Landgestützte japanische Flugzeuge griffen am nächsten Tag eine der Trägergruppen an. Einem Sturzkampfbomber Yokosuka D4Y gelang der Abwurf einer 250 Kilogramm schweren Bombe auf das Flugdeck des leichten Flugzeugträgers Princeton. Eine schwere Explosion ereignete sich im hinteren Teil des Hangars, welcher drei weitere folgten, die das Flugdeck in die Luft schleuderten und beide Flugzeugaufzüge zerstörten. Die Leichten Kreuzer Birmingham und Reno sowie die Zerstörer Irwin und Morrison versuchten die Brände zu bekämpfen. Sie mussten sich jedoch zurückziehen, nachdem das Anlaufen japanischer Streitkräfte gemeldet wurde. Als sie schließlich zurückkehren konnten, explodierte die Munition an Bord der Princeton, wobei die Oberseite des Kreuzers Birmingham mit Splittern übersät wurde, die Hunderte von Männern töteten. Die Princeton war nun so schwer beschädigt, dass sie am frühen Abend aufgegeben und versenkt werden musste. Sie war der letzte amerikanische Flugzeugträger, der im Pazifikkrieg verloren ging.
Kurita setzte unterdessen mit seiner dezimierten Streitmacht den Weg in den Golf fort.

## Verlauf der einzelnen Gefechte
Nach dem japanischen Plan waren vier Flotteneinheiten vorgesehen, die die alliierten Landungseinheiten im Golf von Leyte aus drei Richtungen angreifen sollten:
- Angriff aus dem Norden durch die Flugzeugträger der 1. Mobilen Flotte unter dem Kommando von Vizeadmiral Ozawa Jisaburō. Zeitgleich mit dem Versuch, die wichtigsten alliierten Flotten von den Landungen am Golf von Leyte abzuziehen.
- Angriff von Westen durch die anlaufenden Einheiten unter Admiral Kurita, die die im Golf von Leyte befindlichen Landungseinheiten zerstören sollte. Dazu Einteilung seiner Flotte in eine Nord- und eine Südgruppe. Die Nordgruppe sollte südlich von Mindoro in die Sibuyansee einfahren um dann nach Osten durch die San-Bernardino-Straße, die Luzon und Samar trennt, zu laufen. Schließlich sollte er nach Süden abbiegen, die Küste von Samar entlang fahren und von Norden den Golf von Leyte erreichen.
- Die Südgruppe sollte den Golf von Leyte von Süden her angreifen, unterstützt von der vierten und kleinsten Flotte.[19]

Unterdessen befanden sich die zwei alliierten Flotten ostwärts der Philippinen. Dies waren die 3. Flotte unter dem Oberbefehl von Admiral Chester W. Nimitz mit ihren neuen Schlachtschiffen und schnellen Flugzeugträgern, die sich in der Task Force 38 unter dem Befehl von Vizeadmiral Marc Andrew Mitscher konzentrierten, die wiederum in vier Task Groups eingeteilt war. Deren Kommandanten waren Vizeadmiral John S. McCain senior, sowie die Konteradmirale Gerald F. Bogan, Frederick C. Sherman und Ralph E. Davison.
Die 7. Flotte unter dem Kommando von Admiral Thomas C. Kinkaid unterstand dem Oberbefehl von General Douglas MacArthur und deckte dessen Landungseinheiten an den Stränden von Leyte.

### Die Schlacht in der Sibuyansee

Die Sibuyansee in den mittleren Philippinen

Die nach den U-Boot Angriffen bei Palawan dezimierte japanische Flotte fuhr am frühen 24. Oktober in die Sibuyansee ein. Zwischen 8:00 Uhr und 9:00 Uhr wurden die beiden Kampfgruppen von amerikanischen Aufklärern entdeckt. Admiral Halsey übernahm das direkte Kommando und befahl drei seiner Träger-Einsatzgruppen, die ankommenden japanischen Einheiten anzugreifen.
Da Admiral Kurita ahnte, dass seine Schiffe wahrscheinlich angegriffen würden, ersuchte er die auf den Philippinen stationierten Truppen um Luftunterstützung. Die meisten auf den Inseln verbliebenen japanischen Flugzeuge waren aber in die Schlacht um Leyte verwickelt.
Die Alliierten attackierten Kuritas Schiffe am Vormittag. In den folgenden Angriffswellen wurden mehrere japanische Schiffe beschädigt; der Kreuzer Myōkō erhielt von der ersten Welle mit 21 Jagd-, 12 Sturzkampf- und 12 Torpedobombern der Intrepid und Cabot einen schweren Torpedotreffer, sodass er sich nach Westen zurückzog. Anschließend flogen 19 Jäger, 12 Bomber und 11 Torpedoflugzeuge der gleichen Träger eine zweite Welle, die vier Bomben- und zwei Torpedotreffer auf dem Schlachtschiff Musashi erzielte. Die dritte Welle wurde mit 16 Jägern, 20 Bombern und 32 Torpedoflugzeugen der Lexington und Essex geflogen. Weitere vier Bomben- und zwei Torpedotreffer gab es auf der Musashi, sowie zwei Bombentreffer mit minimaler Wirkung auf der Yamato.

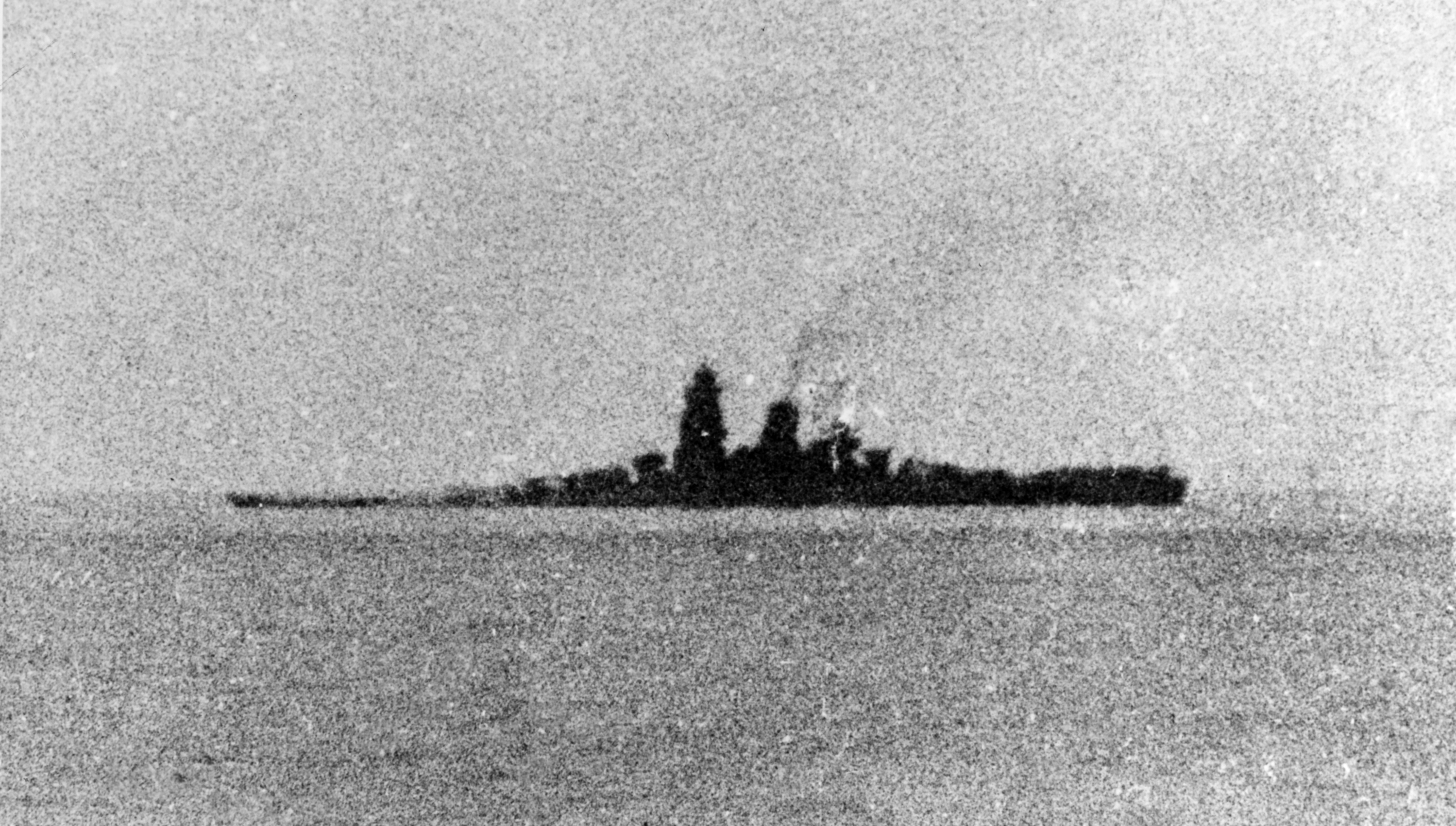
Die Musashi mit schon tief liegendem Bug kurz vor dem Sinken (24. Oktober 1944)

Die Musashi war so schwer getroffen worden, dass sie hinter dem restlichen Verband zurückblieb. Nachdem fast gleichzeitig weitere Wellen der Träger Franklin, Enterprise, Intrepid und Cabot mit 42 Jägern, 33 Bombern und 21 Torpedoflugzeugen das Schlachtschiff angriffen, sank die Musashi. Sie hatte nicht weniger als 19 Torpedo- und 17 Bombentreffer erhalten.
Auch die anderen Schlachtschiffe erhielten einige Treffer, die aber nur geringen Schaden verursachten und deren Kampfkraft nicht beeinträchtigen konnten. Bei den Angriffen verloren die Alliierten insgesamt 30 Flugzeuge.
Als gegen 15:30 Uhr der vorübergehende Rückzug der Japaner erfolgte, wurde dieser später von allzu optimistischen alliierten Piloten als möglicher Rückzug der japanischen Zentralstreitkräfte bezeichnet. Admiral Kurita hatte jedoch nicht die Absicht, seine Mission aufzugeben und setzte zunächst einen Ausweichkurs, steuerte jedoch auf Befehl Toyodas ab 17:14 Uhr wieder in Richtung der San-Bernardino-Straße, die Samar von Luzon trennt. Er konnte aber nicht mehr darauf hoffen, während der Nachtstunden auf die amerikanische Invasionsflotte zu treffen – diese war nicht vor 7:00 Uhr morgens zu erreichen, was seine Einheiten erneut der Gefahr amerikanischer Luftangriffe aussetzen würde. Sein Verband war nun auf vier Schlachtschiffe, sechs Schwere und zwei Leichte Kreuzer mit ihrer Zerstörerbegleitung geschrumpft.

### Die Schlacht in der Surigao-Straße
Während die Hauptstreitmacht unter ständigen Luftangriffen lag, fuhren Nishimura und Shima südlich davon plangemäß in Richtung Surigao-Straße, um von Süden her in den Golf von Leyte einzudringen.

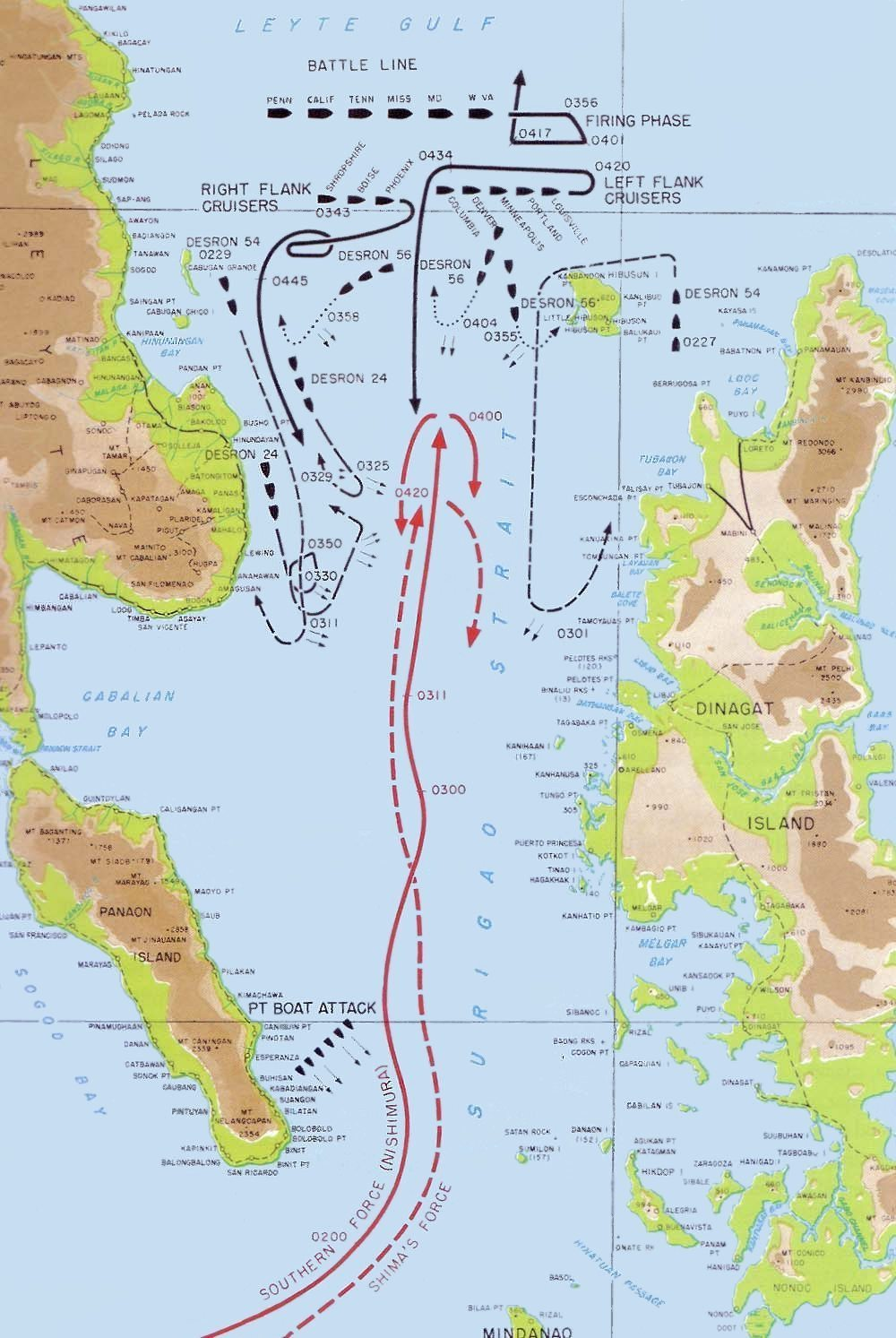
Schlachtverlauf in der Surigao-Straße

Südlich des Cagayan-Archipels entdeckten 22 alliierte Trägerflugzeuge am 24. Oktober den japanischen Verband und starteten einen Angriff. Das Schlachtschiff Fusō und der Zerstörer Shigure erhielten Bombentreffer, die aber nur geringen Schaden verursachten. Nishimuras Schiffe fuhren weiter in Richtung der Surigao-Straße. Dicht hinter ihnen fuhr der zweite Verband unter Vizeadmiral Shima Kiyohide, der gegen 4:00 Uhr aus der Coron-Bucht gestartet war.
Am Abend funkte Nishimura, der sich mit seiner Flotte inzwischen weit in der Mindanaosee befand, an Vizeadmiral Kurita eine Nachricht, die besagte, dass die Truppe voraussichtlich bis zum 25. Oktober um 04:00 Uhr durch die Surigao-Straße in den Golf von Leyte vordringen werde. Dies geschah nun viel früher, als Kuritas eigene Einheiten das Ziel möglicherweise erreichen konnten, da sie durch ihren Rückzug verzögert wurden. Eine Überarbeitung des koordinierten Zeitplans wurde eindeutig notwendig. Vizeadmiral Kurita antwortete um 21:45 Uhr mit einer Depesche, in der er den Angriffsplan wie folgt abänderte:
1. Der Hauptteil der Zentralflotte wird am 25. Oktober um 01:00 Uhr die San-Bernardino-Straße passieren, um dann südwärts entlang der Ostküste von Samar vorzudringen und gegen 11:00 Uhr in den Golf von Leyte einzulaufen.
2. Die südliche Einheit wird wie geplant in den Golf von Leyte eindringen und sich dann am 25. Oktober um 09:00 Uhr an einem Treffpunkt 16 Kilometer nordöstlich der Insel Suluan mit der Haupteinheit vereinen.[10]

Die Absicht der japanischen Flotte wurde vom US-Oberkommando erkannt und die Aufgabe, die Durchfahrt durch die Straße zu sperren, fiel den alten Schlachtschiffen der TG.77.2 unter dem Befehl von Konteradmiral Jesse B. Oldendorf zu. Diese patrouillierten in klassischer Kiellinie die Surigao-Straße.
Nishimuras Streitmacht, die seit dem Morgen des 24. Oktober von alliierten Flugzeugen zunächst ignoriert wurde, drang am 25. Oktober um 01:30 Uhr in die Surigao-Straße ein und wurde sofort zum Ziel ständiger Torpedoangriffe alliierter PT-Boote. Die japanischen Schiffe mussten heftig manövrieren um einem Treffer zu entgehen. Vizeadmiral Nishimura drängte seine Einheiten weiter vor und nahm um 03:00 Uhr und 03:15 Uhr kurze Kontakte mit kleineren alliierten Zerstörergruppen auf, die sich zurückzogen, als die Japaner das Feuer auf sie eröffneten. In der Folge entspann sich die letzte Schlacht zwischen Schlachtschiffen in der Seekriegsgeschichte.
Die alliierten Zerstörerdivisionen begannen ebenfalls um 3 Uhr mit radargeleiteten massierten Torpedoangriffen. Etwa gegen 03:20 Uhr wurde die japanische Formation von beiden Flanken mit schweren Torpedoangriffen getroffen. Das Schlachtschiff Yamashiro, Flaggschiff von Admiral Nishimura, wurde in Brand gesetzt. Zudem gelang es den Alliierten den Schweren Kreuzer Mogami schwer zu beschädigen und die Zerstörer Yamagumo und Michishio zu versenken. Auch der Zerstörer Asagumo wurde schwer beschädigt, verließ die Formation und sank einige Stunden später. Yamashiro und Mogami konnten die Fahrt in der Formation fortsetzen, obwohl sie beschädigt waren.
Die japanischen Schiffe drangen trotz des Beschusses nun immer weiter in die Surigao-Straße ein und es gelang zunächst weiteren Torpedoangriffen auszuweichen. Die amerikanische Kiellinie lief jetzt quer vor der japanischen und konnte somit alle Geschütze einsetzen, während die japanischen Schiffe nur mit den vorderen Türmen feuern konnten, was in der Seekriegstheorie als „Crossing the T“ bezeichnet wird. Die amerikanischen Schiffe hatten außerdem radargeleitetes Feuer und konnten auf über 20 Kilometer feuern und treffen, während die Japaner während der gesamten Schlacht überhaupt nur den vorgeschobenen amerikanischen Kreuzerflügel erfassen und erfolglos beschießen konnten.

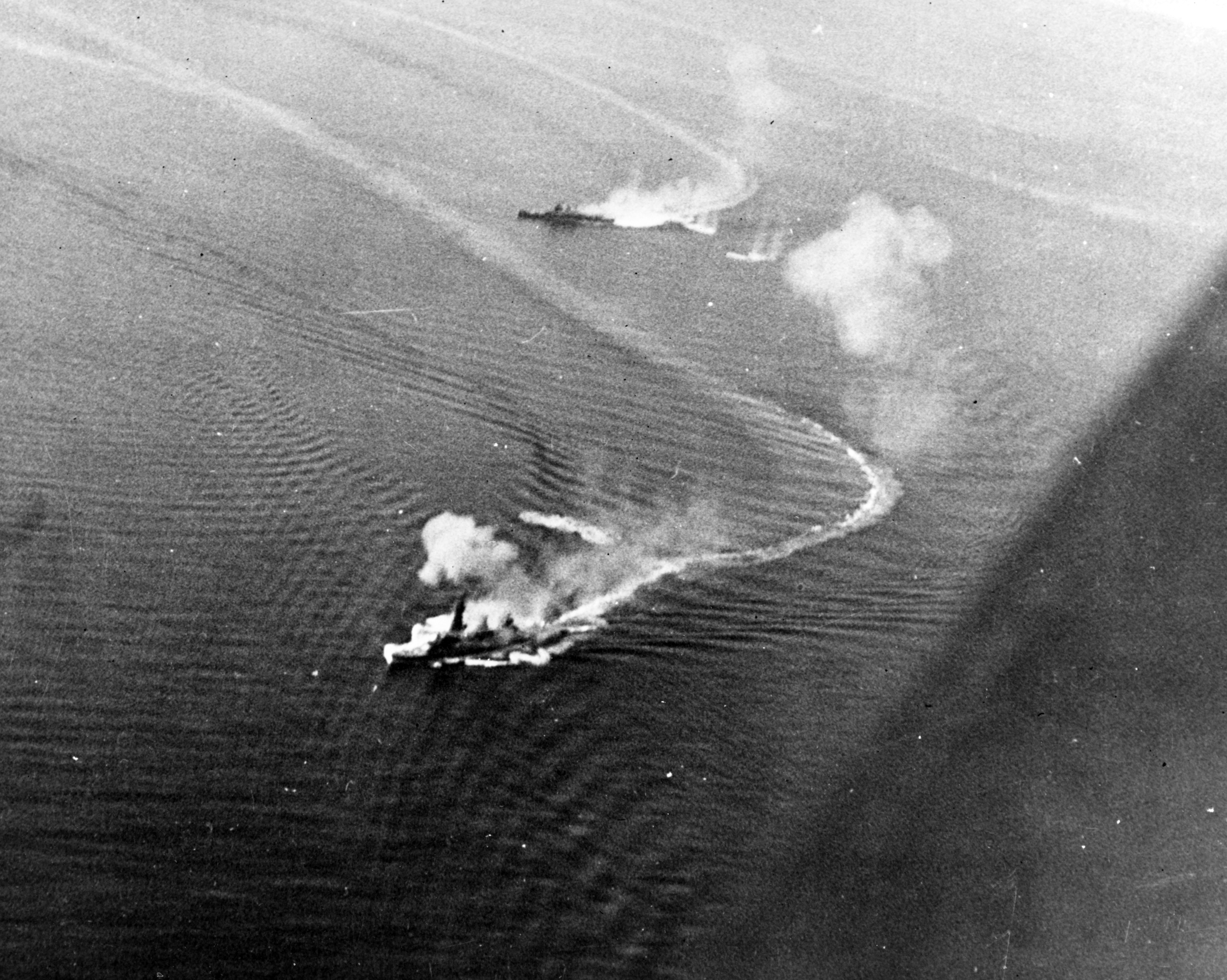
Das Schlachtschiff Fusō (im Vordergrund) wurde bei diesem Angriff durch mehrere Bombentreffer beschädigt. Im Hintergrund das Schlachtschiff Yamashiro, oder der Schwere Kreuzer Mogami.

Kurz vor 03:50 Uhr eröffneten die alliierten Schlachtschiffe ihr Artilleriefeuer. Innerhalb von nur fünf Minuten musste sich die Mogami, schwer getroffen und in Flammen stehend, zurückziehen. Das Flaggschiff Yamashiro sank wenige Minuten später unter einem Granatenhagel und die Fusō folgte ihr gegen 04:10 Uhr auf den Grund. Die Shigure befand sich weit vorn und hatte weiter Fahrt in Richtung auf die Alliierten, bis ihr Kommandant um 04:03 Uhr feststellte, dass der Rest der Streitmacht verschwunden war. Er beschloss sich zurückzuziehen und der Zerstörer fuhr in schneller Fahrt nach Süden.
Versehentlich kam es zu zahlreichen amerikanischen Treffern auf den vorgeschoben operierenden Zerstörern des Zerstörergeschwaders 56 unter Roland N. Smoot. Dies betraf vor allem die Treffer auf der Albert W. Grant, die fast alle Personalverluste der Amerikaner in dieser Schlacht verursachten.
Wenige Minuten später traf der nachfolgende Verband unter Vizeadmiral Shima ein, der den katastrophalen Verlauf der Operation erkannte und umdrehte, nachdem der Leichte Kreuzer Abukuma von Schnellbooten torpediert und Shimas Flaggschiff durch den fast manövrierunfähigen Schweren Kreuzer Mogami gerammt worden war. Er wurde am nächsten Tag von Flugzeugen versenkt, ebenso später das Flaggschiff Shimas, der Schwere Kreuzer Nachi, vor Manila. Nachdem in den frühen Morgenstunden auch die zusammengeschossene Mogami und der vorher beschädigte Zerstörer Asagumo versenkt worden waren, blieb von Nishimuras Gruppe nur ein Zerstörer, die Shigure, übrig.
Vizeadmiral Shimas Schiffe hatten jetzt sicher die Mindanaosee erreicht, allerdings erfolgte kurz darauf ein Luftangriff der Alliierten, der 95 Japaner das Leben kostete. Damit war Shima klar geworden, dass ein erneuter Versuch bei Tageslicht in die Surigao-Straße einzufahren mit ziemlicher Sicherheit eine Zerstörung seiner Flotte bedeuten würde. Zudem ging allen Schiffen der Treibstoff aus und die Lage der Hauptangriffstruppe von Vizeadmiral Kurita blieb weiterhin unbekannt. Die Aufgabe, die alliierte Invasionsflotte im Golf von Leyte zu zerstören, ruhte nun ausschließlich auf den Schultern der Flotte unter Vizeadmiral Kurita.

### Die Schlacht vor Kap Engaño
Im Norden hatte die 1. Mobile Flotte unter dem Befehl von Vizeadmiral Ozawa Jisaburō ihre Zerstörer etwa 1300 Kilometer östlich von Formosa aufgetankt und dann einen südwestlichen Kurs angelegt. Zudem wurde ein leistungsstarker Langwellensender an Bord des Flaggschiffs Ōyodo aktiviert um die Aufmerksamkeit der Alliierten zu erregen.
Um 06:30 Uhr am Morgen des 24. Oktober starteten die gesamten japanischen 1. und 2. Luftflotten mit insgesamt 199 Flugzeugen von Clark Field, um die Alliierten aus den Gewässern östlich von Luzon zu vertreiben. Nach einem fast zweieinhalb Stunden dauernden Flug konnte schließlich eine alliierte Gruppe mit einem Kern von sechs Flugzeugträgern 260 Kilometer östlich von Manila entdeckt und angegriffen werden. Den eingegangenen Berichten zufolge wurde ein Schlachtschiff in Brand geschossen, ein Flugzeugträger sowie ein Kreuzer beschädigt und 32 alliierte Flugzeuge abgeschossen. 67 japanische Flugzeuge kehrten nicht zum Stützpunkt zurück.
Noch während der Angriff lief, entdeckte ein japanisches Suchflugzeug eine zweite Gruppe mit zwei Flugzeugträgern rund 65 Kilometer nördlich. Eine dritte Gruppe mit drei Flugzeugträgern wurde dann um 09:40 Uhr genau östlich der San-Bernardino-Straße gesichtet. Um das Vordringen von Kuritas Flotte zu erleichtern war es wichtig diese dritte Gruppe auszuschalten. Allerdings konnten die japanischen Flugzeuge, durch die enormen Anstrengungen des Morgens, bis zum frühen Abend keinen weiteren Angriff starten. Vizeadmiral Ozawa Jisaburō befahl den beiden Schlachtschiffen Ise und Hyūga, südöstlich zu laufen, in der Hoffnung, dass sie Kuritas Streitkräfte bei einem Gefecht vor Samar unterstützen könnten. Dann hörte er, dass Kurita sich zurückzog, daher befahl er der Ise und der Hyūga, sich wieder der eigenen Flotte anzuschließen.

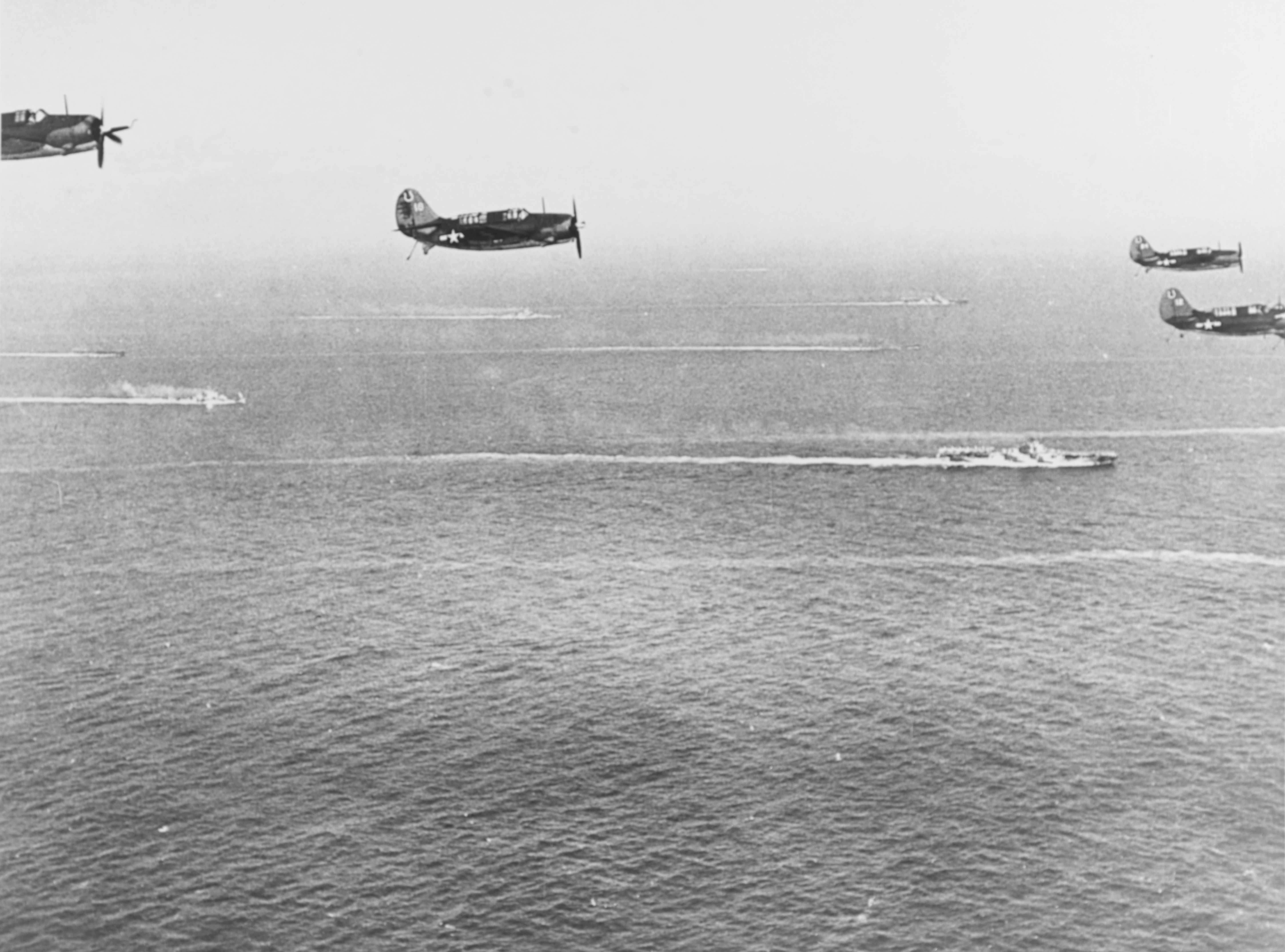
Curtiss SB2C-3 Helldiver der US Navy vom Bombergeschwader 7 (VB-7) kehren am 25. Oktober 1944 zum Flugzeugträger Hancock zurück und überfliegen die TF.38 bei ihrer Rückkehr von Angriffen auf die Bucht von Manila

Während am Nachmittag des 24. Oktober die amerikanischen Trägerflugzeuge Kuritas Schlachtflotte angriffen, wurde nördlich von Luzon die heraneilende Trägerflotte Ozawas gesichtet. Admiral Halsey wurde um 17:30 Uhr über die Entdeckung informiert. Allerdings befanden sich die japanischen Flugzeugträger noch über 320 Kilometer östlich vom Kap Engaño auf Palaui und waren damit noch zu weit entfernt, um sie vor Einbruch der Dunkelheit zu erreichen. Jetzt hatte Halsey eine komplette Übersicht über alle japanischen Einheiten. Er sah diese Gruppe als Hauptziel an und gruppierte seine Flotte um. Die Schlachtschiffe, auch das Flaggschiff Admiral Halseys, die New Jersey, und eine Anzahl Kreuzer wurden aus den Trägergruppen herausgenommen und bildeten die TF.34 unter Vizeadmiral Willis A. Lee mit insgesamt sechs Schlachtschiffen, zwei Schweren und zwei Leichten Kreuzern sowie 18 Zerstörern. Halsey entschied nach Abwägung verschiedener taktischer Möglichkeiten drei der Trägergruppen der TF.38 und die eben gebildete TF.34 nach Norden zu schicken, um die japanische Trägerkampfgruppe abzufangen. Daher blieben keine Kräfte zur Deckung der San-Bernardino-Straße und damit der Landungskräfte und Begleitträger gegen die japanische zentrale Angriffsgruppe unter Admiral Kurita zurück, da die US-amerikanische Trägergruppe TG.38.1 unter Admiral John S. McCain seit dem 22. Oktober zur Betankung und Aufmunitionierung nach Ulithi unterwegs war. Sie wurde zu spät zurückgerufen, um noch wesentlich eingreifen zu können.

Dieses Risiko ging Admiral Halsey ein, da er annahm, die Kämpfe des vergangenen Tages hätten die zentrale japanische Angriffsgruppe derart geschwächt, dass diese sich auf dem Rückzug befände und zu weiteren Kampfhandlungen nicht mehr in der Lage sei. Die missverständlich formulierten Funksprüche, mit denen diese Umgruppierung und der Abmarsch nach Norden an Admiral Nimitz nach Hawaii und an Admiral Kinkaid gemeldet wurden, ließen diese glauben, dass Halsey nur mit drei Trägergruppen nach Norden eilte, um die japanischen Träger abzufangen, und die Task Force 34, die Schlachtschiffe, zur Deckung der San-Bernardino-Straße zurückgeblieben sei. Tatsächlich dampfte Halsey mit allen Kräften nach Norden. 

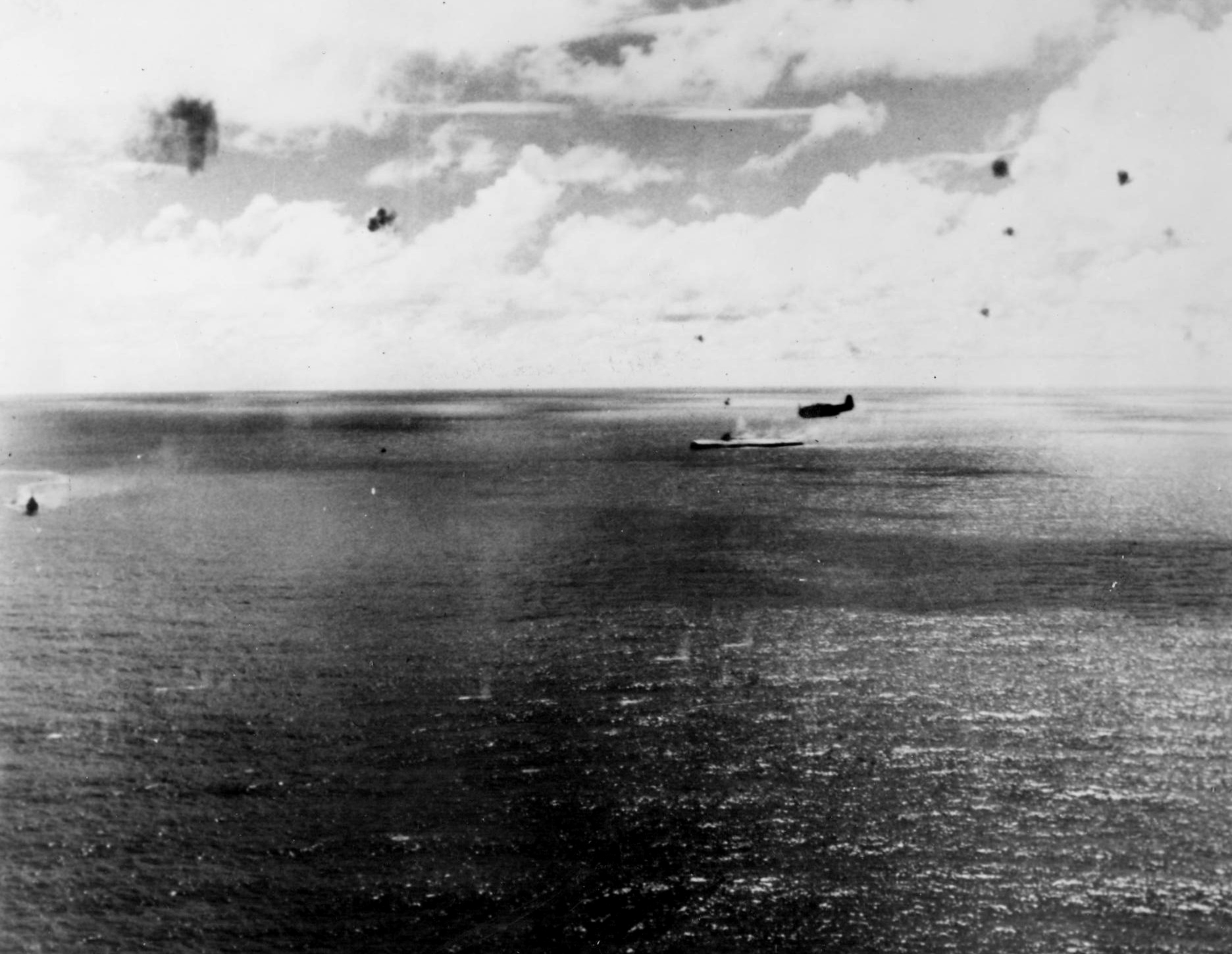
Der sinkende Flugzeugträger Zuikaku vor Kap Engaño

Zwischen 02:02 Uhr und 02:35 Uhr am Morgen des 25. Oktober waren alle japanischen Schiffe Ozawas von Admiral Mitschers Aufklärungsflugzeugen ausgemacht und Admiral Halsey befahl die erste Angriffswelle bei Tagesanbruch zu fliegen und unmittelbar eine zweite Welle vorzubereiten. Im Morgengrauen befanden sich die alliierten Schiffe in Reichweite und ließen um 6:30 Uhr die erste Angriffswelle von ihren Trägern starten.

Ozawa war kaum zur Gegenwehr fähig: Der Ausbildungsstand der japanischen Piloten war zu diesem Zeitpunkt äußerst niedrig und seine Träger ohnehin nicht voll besetzt. Gegen 08:50 Uhr meldeten die US-amerikanischen Piloten ihre Erfolge. Schon die erste Angriffswelle zerstörte den Träger Chitose und beschädigte die Zuikaku, sowie einen Leichten Kreuzer. 

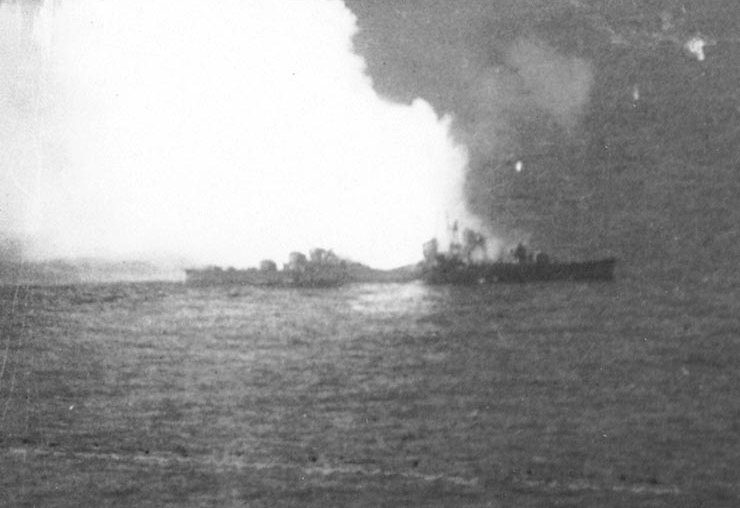
Der Zerstörer Akizuki explodiert vor Kap Engaño

Nach der vierten Angriffswelle waren alle vier japanischen Träger (Zuihō, Zuikaku, Chitose und Chiyoda) und zwei Zerstörer versenkt, nur die beiden zu „Halbflugzeugträgern“ umgebauten Schlachtschiffe der Ise-Klasse, die Ise und die Hyūga, die überhaupt keine Flugzeuge an Bord hatten, konnten mit den Begleitschiffen in der folgenden Nacht entkommen. Ozawa hatte trotz der immensen Verluste sein operatives Ziel erreicht: Die 3. US-Flotte mit der TF.38 hatte sich an seine Fersen geheftet und die Bewachung der San-Bernardino-Straße aufgegeben. Was Ozawa nicht mitbekommen hatte war, dass Halsey schon während des zweiten Angriffs mit der Hälfte seiner Flotte nach Süden abgedreht hatte, um in die Kämpfe dort einzugreifen. Nur die TG.38.3 unter Konteradmiral Frederick C. Sherman und die TG.38.4 unter Konteradmiral Ralph E. Davison beendeten den Kampf gegen seine Flotte. In der Folge versenkten die amerikanischen Task Groups den Leichten Kreuzer Tama und die beiden Zerstörer Akizuki und Hatsuzuki. Der Leichte Kreuzer Ōyodo wurde schwer beschädigt. Ozawa entschied sich zur Flucht und der Rest seiner Einheiten wurde von vier schnellen Leichten Kreuzern verfolgt. Weiterhin lagen auf ihrem Kurs etliche U-Boote der Alliierten.

### Die Schlacht vor Samar

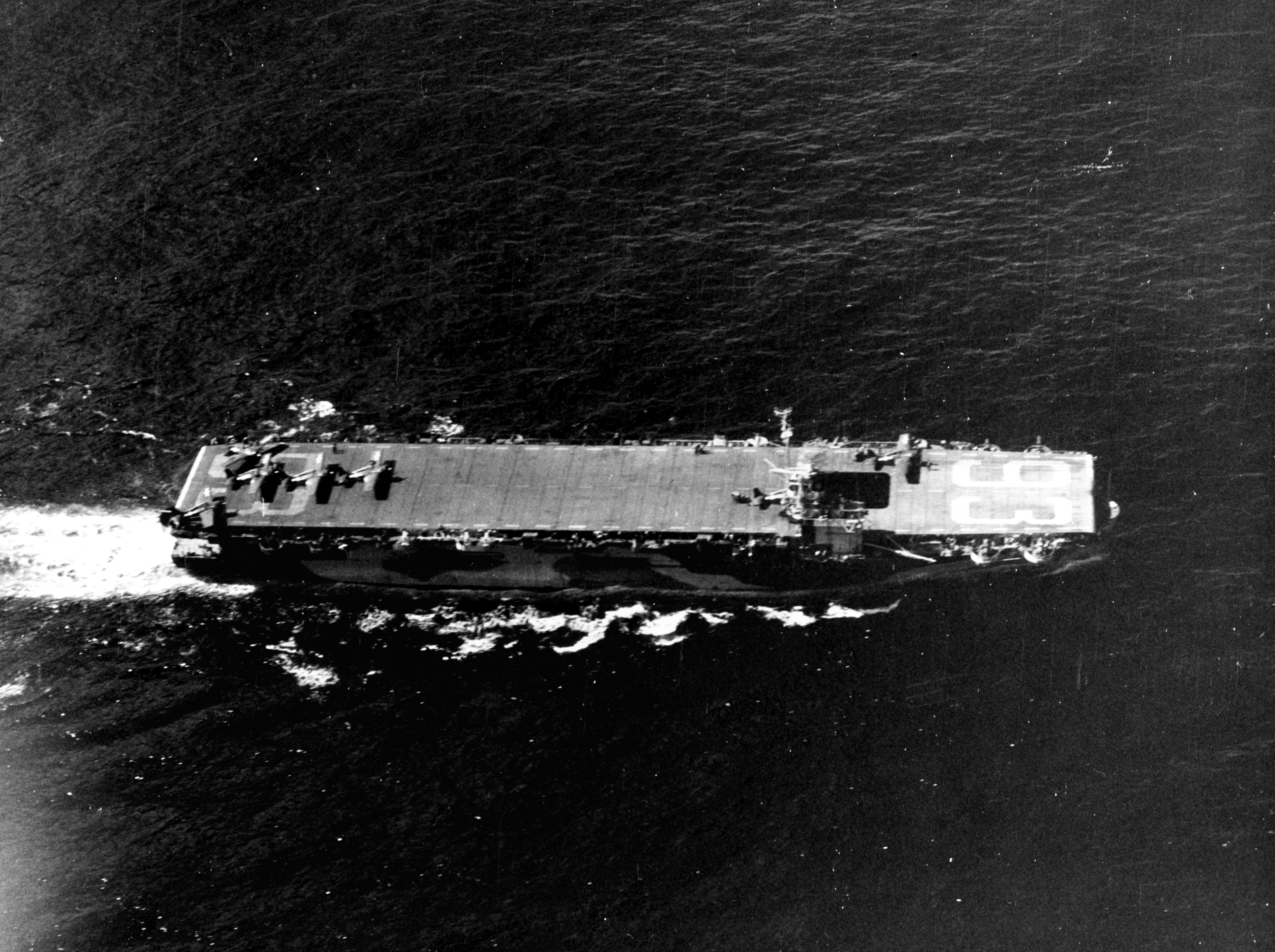
Amerikanischer Geleitflugzeugträger Makin Island

Die schwierige Navigation durch die Meerenge der San-Bernardino-Straße, die eine Acht-Knoten-Strömung besitzt, stellte die Flotte Kuritas vor Probleme. Es war schon nicht einfach dies mit einem einzigen Schiff zu meistern, aber Kurita musste es mit einer großen Schiffsformation bei Nacht bewerkstelligen. So musste er in einer einzigen Kolonne manövrieren, die sich über mehr als 16 Kilometer erstreckte. Anschließend musste die Formation auf eine Nachtsuchdisposition umgestellt werden, die sich auf fast 33 Kilometer auseinanderzog. Zum Zeitpunkt des Formationswechsels war die Flotte äußerst anfällig für Angriffe. Da die Alliierten aber ihre Flugzeuge für die Nacht zurückzogen, passierte zunächst nichts.
Während Halseys Flotte jetzt nach Norden lief, konnte Kurita mit seinem dezimierten, aber immer noch kampfkräftigen Verband ungehindert durch die San-Bernardino-Straße laufen. Bei Tagesanbruch des 25. Oktober um 06:40 Uhr wurden alliierte Flugzeugträger am Horizont gesichtet. Etwa 30 Kilometer südöstlich kamen mehrere Masten in Sicht und kurz darauf war zu sehen, wie Flugzeuge gestartet wurden. Es handelte sich um die Geleitflugzeugträger der TG.77.4 unter dem Befehl von Konteradmiral Thomas L. Sprague, die den im Golf von Leyte verbliebenen Transportern Luftdeckung lieferten. Die Yamato erhöhte sofort die Geschwindigkeit und eröffnete das Feuer aus einer Entfernung von 31 Kilometern. Die dritte Abteilung der Gruppe (Rufzeichen Taffy 3), sechs Geleitflugzeugträger, drei Zerstörer und vier Geleitzerstörer unter Konteradmiral Clifton Sprague, geriet um 7 Uhr unter das Feuer der japanischen schweren Einheiten. Sprague sendete sofort Hilferufe, aber die meisten Flugzeuge der Träger waren unterwegs, und Oldendorfs Schlachtschiffe aus der Straße von Surigao konnten erst in drei Stunden eintreffen und hatten in den vergangenen Kämpfen gegen die südliche japanische Angriffsgruppe zudem einen Großteil ihrer Munition verschossen.

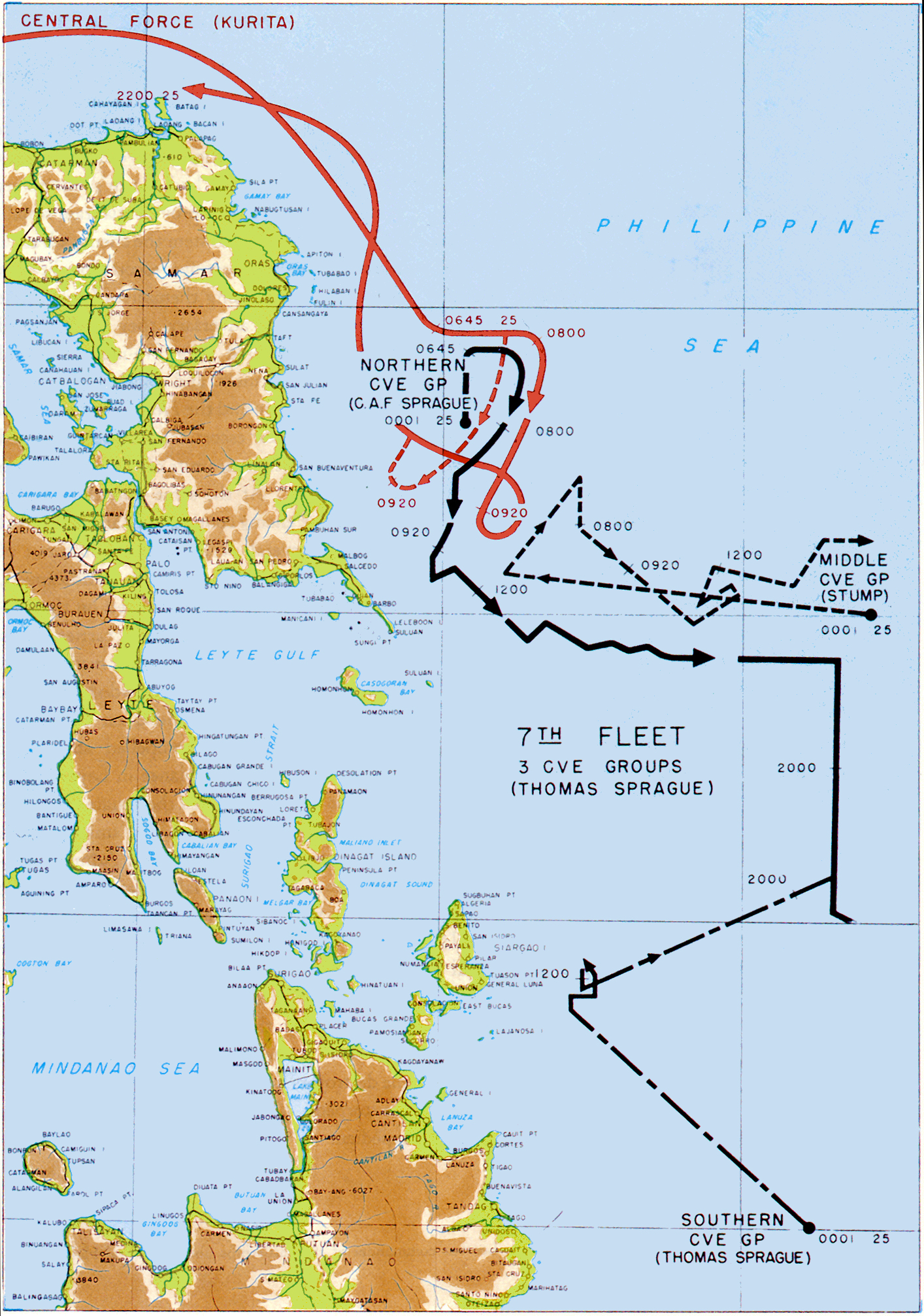
Die See-Luftschlacht vor Samar

Admiral Kurita befahl sofort: „Generalangriff.“ Den Zerstörergeschwadern wurde befohlen, der Hauptstreitmacht zu folgen. Die alliierte Flotte zog sich zuerst nach Osten, dann nach Süden und dann nach Südwesten auf einer bogenförmigen Bahn zurück. Spragues Schiffe begannen sich einzunebeln und hatten das Glück, von einer Regenwand zeitweilig verdeckt zu werden.
Für die Japaner war die Feindlage verwirrend. Abgefangene Fragmente von Funksprüchen in Klartext deuteten darauf hin, dass ein eilig errichteter Flugplatz auf Leyte bereit war, Flugzeuge für einen Angriff auf Kuritas Flotte zu starten. Zudem sickerte durch, dass Admiral Kinkaid die baldige Entsendung einer starken Angriffseinheit anforderte und dass die 7. Flotte der Vereinigten Staaten in der Nähe im Einsatz war. Etwa zur gleichen Zeit wurde vom Flottenhauptquartier der Südwestregion durchgegeben, dass sich um 09:45 Uhr eine „U.S. Carrier Striking Task Force“ in einer Position befand, die rund 210 Kilometer vom Suluan-Leuchtfeuer entfernt war. Ein Bericht, der sich später als unbegründet herausstellte.
Kurita, der sich wegen der Gefahr durch Luftangriffe gezwungen sah, möglichst viel Schaden in möglichst kurzer Zeit zu verursachen, löste seine Kiellinie auf und ließ seine Schiffe einzeln operieren. Spragues Zerstörer und Begleitzerstörer fuhren Torpedoangriffe, um die Japaner zu Ausweichmanövern zu zwingen, drei davon wurden dabei versenkt. Die wenigen einsatzbereiten Flugzeuge der Träger flogen Luftangriffe, darunter auch einige Scheinangriffe. Sie erzielten Torpedotreffer auf mehreren japanischen Kreuzern, von denen die Chikuma, die Chōkai und die Suzuya im Verlauf des Gefechtes sanken. Ein weiterer wurde schwer beschädigt und später auf dem Rückmarsch durch Flugzeuge versenkt. Die Amerikaner verloren nur einen der Geleitträger, die Gambier Bay, was zum Teil auch an der panzerbrechenden Munition der japanischen Schiffe lag, deren Granaten die leichten Bordwände der Träger oftmals lediglich durchschlugen, ohne zu detonieren. Ferner wurden die Zerstörer Hoel und Johnston sowie der Geleitzerstörer Samuel B. Roberts versenkt.
Um 09:11 Uhr rief Kurita alle Einheiten zurück. Er hatte die Übersicht über seine Einheiten verloren und wollte sie neu formieren. Die zunehmende Intensität der Luftangriffe und die Nachricht über die Vernichtung von Nishimuras Kampfgruppe veranlassten ihn aber schließlich, das Gefecht abzubrechen und sich Richtung Westen zurückzuziehen, wobei er am nächsten Tag noch einen Leichten Kreuzer verlor. Stattdessen griffen nun landgestützte Kamikaze-Flugzeuge die Geleitträger der TG.77.4 an. Sie beschädigten mehrere Träger und versenkten einen davon, die St. Lo durch eine organisierte Selbstmordattacke der Tokubetsu Kōgeki Tai, einem speziellen Angriffsverband für Kamikaze-Flüge.

## Zusammenfassung
Die japanische Marine setzte fast alle einsatzfähigen Schiffe ein, die ihr zu diesem Zeitpunkt geblieben waren, um die alliierte Rückeroberung der Philippinen zu verhindern. Dieses Ziel war wichtig genug, um hohe Verluste zu riskieren, drohte beim Verlust der Philippinen doch die Verbindung zwischen den japanischen Hauptinseln und den rohstoffreichen Besitzungen in Indonesien abzureißen. Die Verluste der Japaner in der Schlacht von Leyte waren aber exorbitant hoch: Drei Schlachtschiffe, vier Flugzeugträger, zehn Kreuzer und neun Zerstörer gingen insgesamt verloren – das war etwa die Hälfte aller größeren Einheiten. Von diesen Schiffen wurden fünf Kreuzer allein beim An- oder Rückmarsch durch U-Boote versenkt – so überlegen war die alliierte Seeherrschaft mittlerweile. Japan verblieben noch vier Schlachtschiffe (dazu die beiden Träger-Schlachtschiffe), fünf Schwere und fünf Leichte Kreuzer; fast alle mehr oder weniger stark beschädigt. Ein paar Flugzeugträger befanden sich im Bau, es mangelte jedoch seit geraumer Zeit an auch nur halbwegs erfahrenen Piloten.
Anders bei den Alliierten: Ein einziger amerikanischer Flugzeugträgerverband umfasste schon fast so viele Einheiten, wie den Japanern insgesamt noch blieben. Der Verlust des leichten Trägers Princeton, zweier Geleitträger, dreier Zerstörer und eines U-Bootes schränkte die Operationsfähigkeit der US-Flotten in keiner Weise ein; von nun an war die japanische Marine keine ernstzunehmende Bedrohung mehr. Nach Leyte verlor die US-Navy an größeren Einheiten im Pazifik nur noch den Schweren Kreuzer Indianapolis.
Keine andere Seeschlacht des Zweiten Weltkrieges endete mit einem derart überwältigenden Sieg für eine Seite. Die japanische Marine hatte jede Befähigung eingebüßt, noch Einfluss auf den alliierten Vormarsch auszuüben; es reichte lediglich noch zu Selbstmordkommandos, wie es die Yamato am 6. und 7. April 1945 vor Okinawa durchführte.
Die Seeschlacht vor den Philippinen sicherte den Alliierten die Brückenköpfe der Operation King II und die anschließende Stationierung der 6. Armee auf der Insel Leyte vor Angriffen vom Meer aus. Die japanische Besatzung auf Leyte kämpfte auf verlorenem Posten. Es waren jedoch noch viele Kämpfe erforderlich, bis die Insel Ende Dezember 1944 vollständig in alliierter Hand war. Weihnachten 1944 verkündete General Douglas MacArthur den Zusammenbruch des japanischen Widerstandes.